# Benguela
Benguela MHI é uma cidade e município, capital da província de Benguela, no oeste de Angola, composto somente da comuna sede, que está organizada em seis zonas.
Segundo as projeções populacionais de 2018, elaboradas pelo Instituto Nacional de Estatística, conta com uma população de 623 777 habitantes e área territorial de 2 100 km², sendo o município mais populoso da província e o décimo mais populoso da nação.
Limita-se a norte com o município de Catumbela, a leste com os municípios de Bocoio e Caimbambo, a sul com o município de Baía Farta e a oeste com o Oceano Atlântico.

## Etimologia
O termo "Benguela" seria de origem umbunda, de raíz original nos termos "venga" ou "mbenga", do verbo "okuvenga" ou "okuvengela" que em português significa "sujar, turvar ou sujar-lhe", significado associado à água do rio Catumbela; pode significar também "escuro ou opaco", relacionado à floresta fechada anteriormente circundante à baía das Vacas.
Ainda existe a teoria que associa ao topónimo "Mbegela", nome de um rei do primitivo reino de Benguela, que existiu de maneira independente até à véspera dos primeiro contactos com os portugueses, quando se tornou vassalo. Em todo o caso, "Benguela" foi um nome aportuguesado e fortemente convencionado, de maneira que os termos originais são estranhos na contemporaneidade.

## História

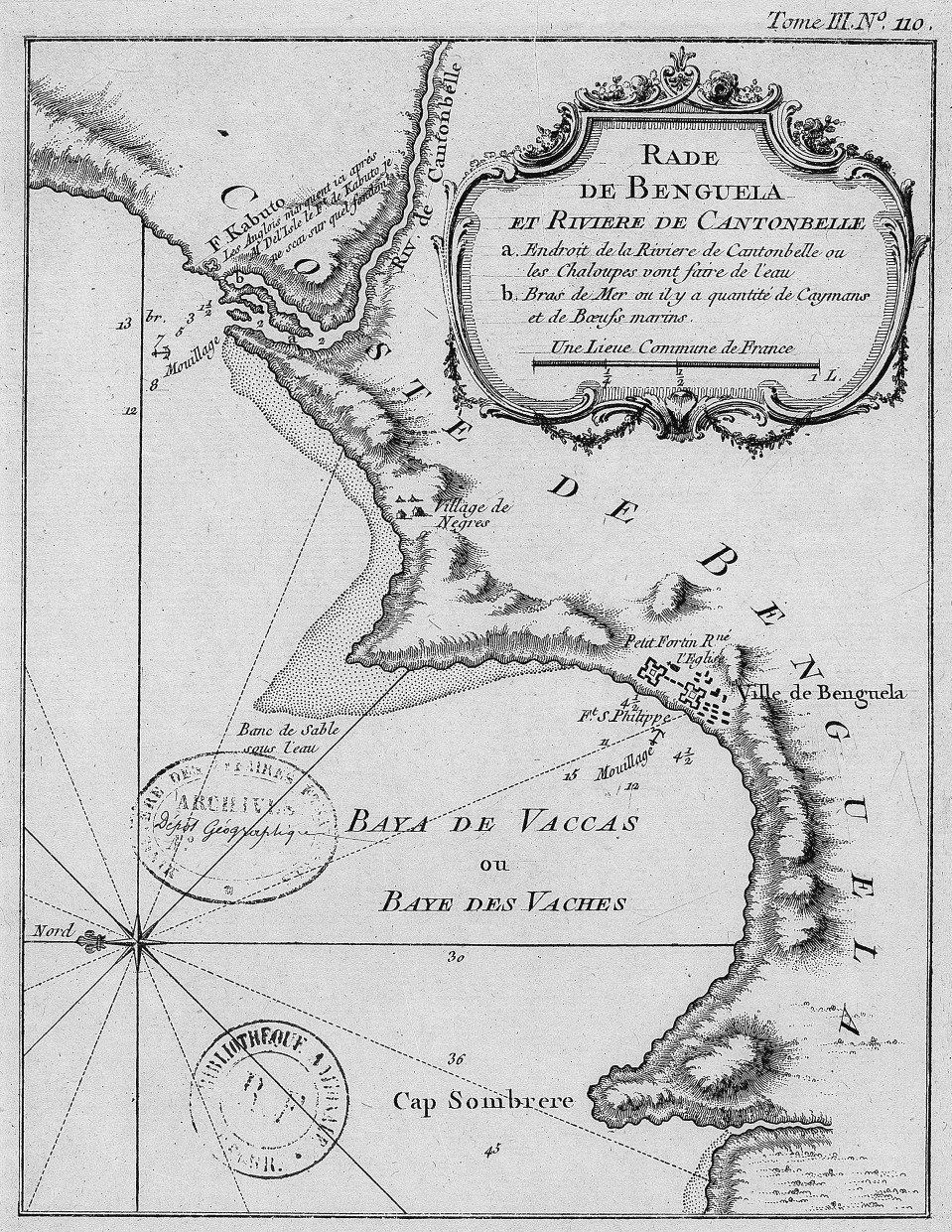
Baía de Benguela e Rio Cantonbelle, na década de 1740. Obra de Jacques-Nicolas Bellin.

A partir de 1578, deu-se a fixação portuguesa em Benguela-a-Velha, perto da actual Porto Amboim. A fixação portuguesa marcou o início da exploração da região sul de Angola.
Em 1615, Filipe II de Portugal, no contexto da União Ibérica, por ato legal, separou as terras ainda sob pleno domínio do Reino de Benguela da capitania de Angola (ou de Luanda), para a criação da Capitania de Benguela.
A fundação efetiva de Benguela viria ocorrer com uma expedição liderada por Manuel Cerveira Pereira, capitão-general de Angola, que partiu de Luanda em 11 de abril de 1617, à frente de uma frota naval composta por 130 homens. A expedição rumou para sul, ao longo da costa, até a baía das Vacas (ou baía de Santo António), que alcançou em 17 de maio do mesmo ano. Na baía fundou-se uma fortaleza (que posteriormente receberia o nome de Forte de São Filipe de Benguela); a fortificação foi o núcleo-base da povoação que se tornaria de imediato a capital do novo domínio português ao sul de Angola, a Capitania de Benguela — nome conservado entre 1617 e 1779, quando foi substituída pelo "distrito de Benguela". Inicialmente a localidade surgida ao redor do forte ganhou o nome de Ombaca, até que, após a celebração de tratado de amizade e comércio entre Portugal e o Reino de Benguela (ainda um pequeno reino com domínio nos vales dos rios Cavaco e Catumbela), tomou-se o nome de Benguela também para o vilarejo e a fortaleza.

### Estruturação, tensões e conflitos
Em 21 de dezembro de 1641 Benguela foi ocupada por forças da Companhia Neerlandesa das Índias Ocidentais, que manteve seu domínio até 1648, quando uma expedição de Rodrigues Castelhano, sob ordens de Salvador Correia, retoma a cidade. Na retomada, recria-se o distrito/capitania de Benguela, tornando novamente a cidade o segundo posto administrativo avançado lusitano em Angola.
Após a ocupação neerlandesa, o Forte de São Filipe de Benguela foi reconstruído e ampliado utilizando taipa e adobe, em 1661, e novamente restaurado em 1694. Porém, em 1705, uma esquadra francesa bombardeia, invade e saqueia Benguela, deixando-a quase totalmente destruída; o processo de reconstrução da cidade duraria de 1710 a 1733. O forte foi restaurado em 1710 e reformado em 1769, servindo de prisão e Depósito de Degredados até sua demolição (1906–1918). A cidade chegou a ser atacada também pelos sobas do reino de Benguela em 1718 e 1760.
Passado este período de grande tensão, a cidade ganhou o Edifício da Câmara em 1772 (somente foi destinado à Câmara no século XIX). Já o Hospital Real (actual Hospital Geral de Benguela) havia sido construído em 1674, porém, após a destruição da cidade pelos franceses em 1705, só foi restaurado em 1773.  Na "Descripção da Capitania de Benguella", datada do século XVIII e da autoria de de Alexandre José Botelho de Vasconcelos, 5º capitão-tenente da até então capitania, a cidade de São Filipe de Benguela é descrita como estando situada à borda do mar, numa grande planície 12 graus e meio a sul da linha do Equador, com uma enseada ao lado da parte do sul.

### Século XIX e a Confederação Brasílica

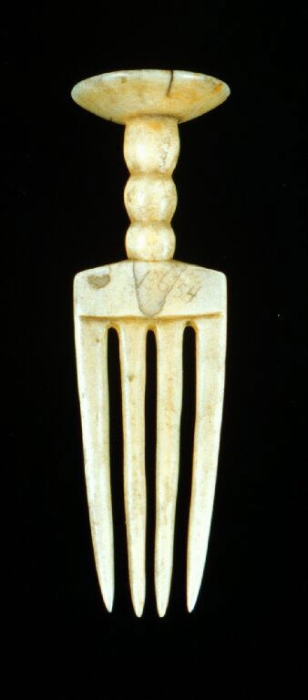
Um pente de marfim de meados do século XIX, utilizado pelos povos do reino de Benguela, que tinham domínio sob o leste do território municipal benguelense.

É em Benguela que inicia-se um dos primeiros movimentos independentistas de Angola, quando, entre 1822 e 1823, soldados da capitania-distrito de Benguela rebelam-se e declaram formada a Confederação Brasílica, uma entidade nacional que buscava inspiração no recém-formado Império do Brasil. O movimento ascendeu no litoral angolano, angariando adesão até mesmo de Luanda. Portugal, a partir de suas bases em São Tomé, agiu rápido contra a sedição, derrotando a Confederação com facilidade.
Após o movimento sedicioso na cidade, Portugal reforçou a guarnição de Benguela. Tal período também culminou na criação da Câmara Municipal, em 1835, fato que dinamizou sobremaneira a localidade. Mesmo assim, em 1845 e 1846, em relatórios respectivamente de Lopes de Lima e Carvalho e Menezes, foi classificada como uma "povoação de pouco mais de seiscentos" habitantes, organizando-se junto do forte, dispondo-se as casas de adobe ao longo de "uma única rua e várias travessas", sendo ainda taxada de lugar "ermo e frequentado por animais ferozes". Carvalho e Menezes, porém, relatou haver 2.400 habitantes, dos quais mais de um terço eram escravos, sendo os outros comerciantes escravagistas, soldados e africanos livres.
O panorama de Benguela mudou na década de 1880, quando tomou o epíteto de "cidade branca", sendo descrita como "graciosa, ampla, com longas avenidas arborizadas, um formoso jardim, espaçosas praças, muito plana, muito limpa e regularmente iluminada". A cidade já somava 1,7 km de orla litorânea urbanizada e 2 km para o interior, atingindo uma área total de 3,67 km². Os poderes públicos haviam efetuado vários melhoramentos, com novos aterros sanitários, instalação de uma linha telefónica para a Catumbela (1886), construção das pontes férreas sobre o Rio Cavaco e o Rio Catumbela, da nova residência do governo, do mercado e o restauro de construções antigas, como o cemitério. A condução da água do Cavaco até aos chafarizes públicos foi instalada na década de 1890, enquanto a luz elétrica só iluminou Benguela em 1905.

### Primeira metade do século XX
A viragem do século XIX para o século XX trouxe as obras do Caminho de Ferro de Benguela, que teve seu primeiro trecho aberto ainda no ano de 1883, numa extensão de 23 km, servindo de ligação entre Catumbela e Benguela. Em 1905 a operação comercial da ferrovia iniciou-se, graças a chegada ao porto do Lobito da primeira locomotiva. A ferrovia dinamizou sobremaneira a economia benguelense, além de fazer crescer a população citadina.
Tal grau de desenvolvimento permitiu que se dedicassem plantas urbanísticas próprias para a localidade em 1900, 1939 e 1948, com a revitalização de vários espaços como o Pelourinho, e a construção das praças de São Filipe, Quitanda e Embondeiro. Além disso, a condição de capital de distrito e pólo de desenvolvimento regional assegurou a Benguela ser a mais importante cidade do sul de Angola até a ascensão do Huambo e do Lubango. A instalação de empresas agrícolas e piscatórias fizeram afluir uma nova massa de assalariados africanos e europeus, e a população urbana ascendeu a cerca de 14 000 pessoas, requerendo novas medidas de saneamento, a construção de novos bairros, como o bairro Indígena, e novas estruturas viárias. Seu dinamismo também se dava pela indústria do sisal, que assegurou o seu crescimento demográfico em 1950 para um total de 17 690 habitantes. Nos anos 1960, a cidade atingiria os 30 800 habitantes, como reflexo do aumento de trabalhadores do setor industrial em plena expansão: fábricas de óleo, açúcar, sabão, laticínios, cal, tijolo, refrigerantes, secagem e congelação de peixe.
Neste período também Benguela foi pioneira nas mídias no território do país, a partir do lançamento do "Jornal de Benguela", em 1912, criado e editado por Manuel Mesquita; foi o primeiro periódico de jornalismo profissional, e também o primeiro a possuir tipografia própria. Houve também pioneirismo nas emissões de radiodifusão em 1931 e o lançamento da primeira emissora eminentemente angolana, a Rádio Clube de Benguela, em 28 de fevereiro de 1933. Posteriormente esta rádio foi absorvida para formar a estação local da Rádio Nacional de Angola. A primeira transmissão televisiva em Benguela apareceria somente em 1964, sob os auspícios da mesma rádio clube, tornando-se a segunda cidade do país a ter uma emissora.

### Segunda metade do século XX–Presente

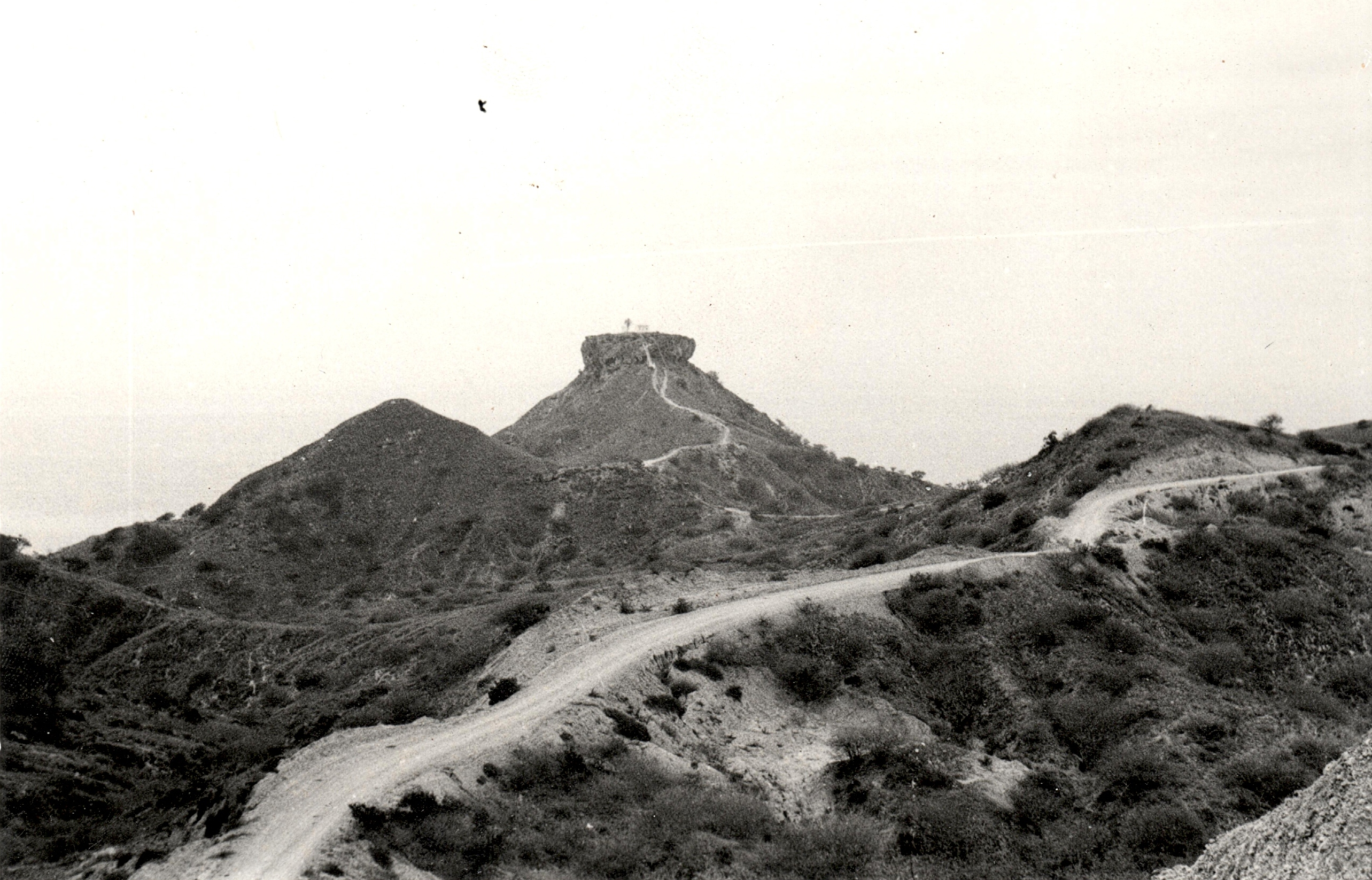
A península em forma de morro ponta do Sombreiro, no ano de 1970, marco geográfico da cidade e da baía das Vacas. O Sombreiro marca o limite entre os municípios de Benguela e Baía Farta.

Em 1 de agosto de 1956 Benguela ganharia sua primeira instituição de ensino, o Liceu Nacional de Benguela (em funcionamento somente no ano seguinte) que, em 1967, passaria a denominar-se Liceu Nacional Comandante Peixoto Correia; instalado em uma portentosa obra arquitetónica de autoria de Lucínio Cruz, no pós-independência ganhou a denominação de Escola Secundária Comandante Cassange. No mesmo ano (1956), também é formalmente criada a Escola Industrial e Comercial Venâncio Deslandes (actual Instituto Médio Industrial de Benguela-IMIB) e a primeira escola primária. Antes, a educação era ofertada de maneira informal e irregular pela igreja Católica, e majoritariaraimente aos filhos de portugueses. Em 22 de abril de 1967, ocorre a fundação da Escola do Magistério Primário de Benguela, a precursora da formação superior na cidade.
A 24 de junho de 1967, Câmara Municipal de Benguela foi agraciada com o grau de Membro-Honorário da Ordem do Império.
Embora Benguela tenha enfrentado somente pequenas escaramuças com as forças nacionalistas do MPLA e UNITA durante toda a Guerra de Independência de Angola (justamente por ser um centro militar português muito reforçado), foi só nos estágios finais, em 6 e 7 de novembro de 1975, que um largo conflito atingiu a cidade. Na Batalha de Benguela e Loboto, unidades militares sul-africanas, com suporte da UNITA, capturaram Benguela, que estava sob controle conjunto do MPLA, Cuba e Portugal. Em dezembro do mesmo ano, na batalha de recaptura das duas cidades, Cuba e MPLA fizeram a UNITA e a África do Sul recuar para o planalto do Amboim.
Somente em 1994 a cidade receberia um campus (ISCED-Benguela) da Universidade Agostinho Neto (UAN), que em 2001 tornou-se o Centro Universitário de Benguela (CUB). Em 2009, o mesmo centro universitário foi transformado na Universidade Katyavala Bwila.

## Geografia

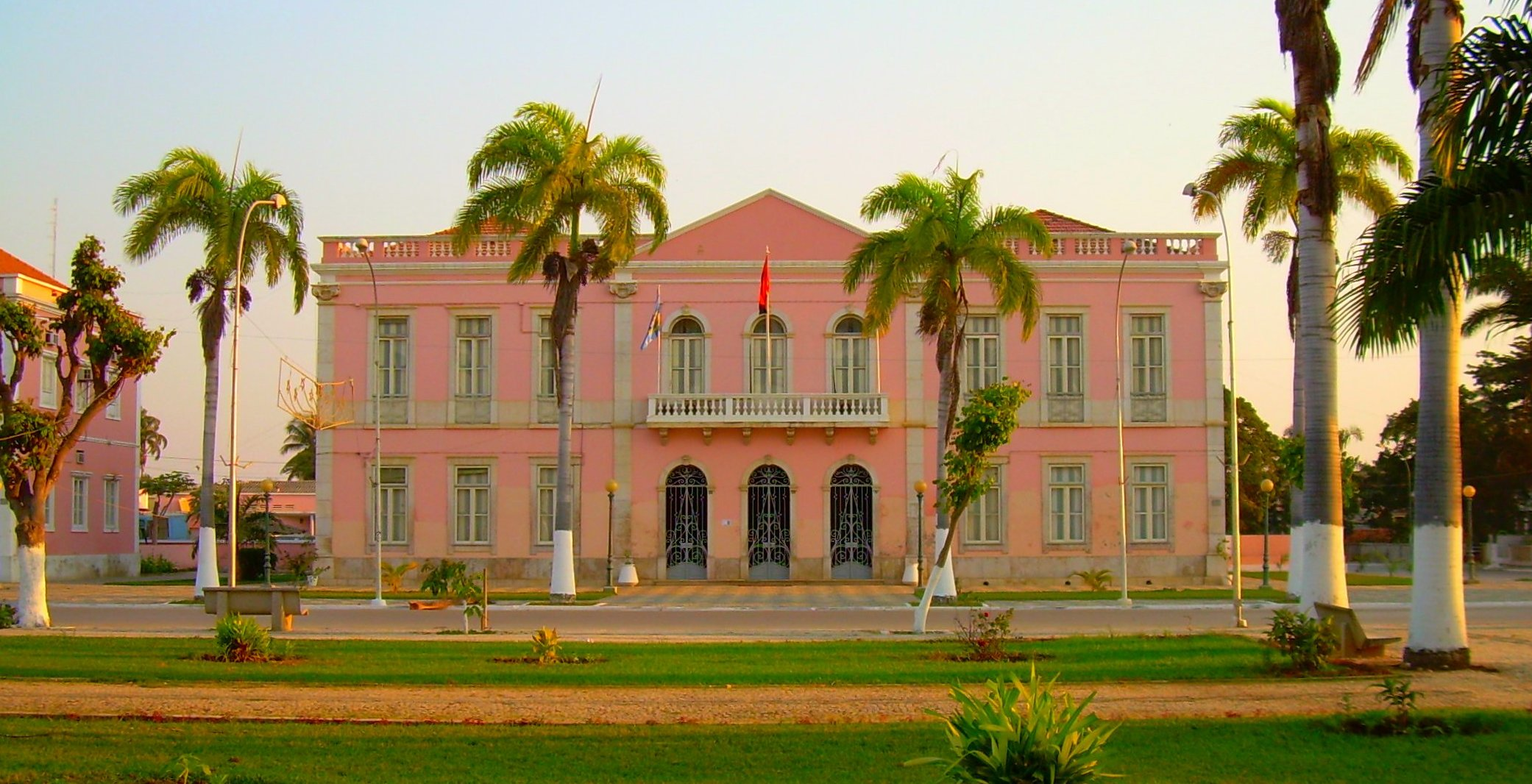
Os Paços do Concelho de Benguela, em 2008.

Benguela situa-se a oeste de Angola, sendo a capital e principal município da província de Benguela. Sua área territorial é de 2 100 km², contando com uma população de 623 777 habitantes, segundo os dados do Instituto Nacional de Estatística no âmbito das estimativas de 2018.
O município compõe-se somente da comuna sede, que está organizada em seis zonas: Zona A, Zona B, Zona C, Zona D, Zona E e Zona F. Vilas municipais importantes são Coruteva, no sul, Gunque, no norte, e Binga, no centro; as três vilas estão a leste da cidade, que domina toda a faixa litorânea da baía das Vacas.
Benguela tem vivido a mesma situação que os municípios da província de Luanda, com construções mal organizadas, ruas sem saídas, valas de água poluídas, lixo nas ruas. Bairros como os de Camanigã e Calohombo sofrem com muitos desses problemas.
Forma, juntamente com as cidades de Baía Farta, Catumbela e Lobito, a Região Metropolitana de Benguela, uma área de forte conurbação e ligação de serviços urbanos.

### Relevo
No relevo, predominam as colinas monolíticas situadas ao norte do município e encontradas na maior parte do território da província. A zona leste municipal é dominada por planaltos escalonados, que são, em sua maioria, cortados por vales e rios.

### Vegetação
A vegetação do município é composta predominantemente formações de estepe, assim como formações de florestas abertas e savanas arborizadas.

### Hidrografia
O território municipal de Benguela também possui diversos cursos de água, centrado principalmente no rio Cavaco e nos afluentes deste, que compõem a bacia do Cavaco. Outro rio importante é o Coringe, que corta o centro histórico da cidade. Já na área nordeste do município é banhada pelo rio Catumbela. A característica semiárida de Benguela faz com que vales e rios secos acumulem enormes volumes de água no período das chuvas.

### Demografia e religião
Existem em Benguela diversos credos e manifestações religiosas, tendo, entre os locais de culto, principalmente igrejas e templos cristãos Católicos Romanos (sob coordenação da Diocese de Benguela), da Igreja Evangélica Congregacional em Angola, da Igreja Evangélica Reformada de Angola, da Igreja Batista, da Igreja Universal do Reino de Deus, da Igreja Assembleia de Deus Missão e da Igreja Adventista do Sétimo Dia; outras denominações cristãs têm número reduzido de fiéis e templos. Há também mesquitas muçulmanas.
Em território benguelense há uma miscelânea de povos das mais diversas origens, com uma maioria etnica de ovimbundos, porém com minorias de coissãs, de chócues, de congos e de ambundos, além de luso-angolanos e ango-brasileiros. Tal interação de povos e culturas a torna uma cidade cosmopolita.

## Economia
O município é um centro distribuidor de produtos agrícolas, mas principalmente centrado na agroindústria do café, milho, tabaco, cana de açúcar, processamento de peixe e sisal.
As indústrias locais de Benguela incluem fabricação de sabão, ferramentas e cerâmica; já os depósitos de manganês situados ao sul da cidade geram massa salarial para a população benguelense.

## Cultura e lazer

### Festejos e manifestações culturais
Em Benguela há duas manifestações religiosas católicas de grande relevo, sendo a Procissão de Velas, em devoção de Nossa Senhora de Fátima, e; a Procissão do Corpo de Deus, em devoção ao Santíssimo Sacramento. Ambas as manifestações são capitaneadas pela Diocese de Benguela.
Outras festividades de grande relevo são o carnaval de Benguela e as Festas de Maio de Benguela (em comemoração ao aniversário da cidade).

### Literatura de Benguela
O primeiro escritor que aparece em Benguela foi José da Silva Maia Ferreira, autor do livro "Espontaneidades da minha alma: às senhoras africanas", o primeiro livro de Benguela e de Angola, publicado em Luanda no ano de 1849. Seguiu-se essa tradição literária com Marcial Brazins (Amílcar Barca Martins da Cruz), oriundo de família africana e europeia. Este faleceu em Benguela no ano de 1958, deixando o poema intitulado de "Minha Terra". Outros nomes importantíssimos da literatura benguelense são Alda Lara, com o poema "Vida que se perdeu", e Pepetela, com o romance "Yaka".

### Lazer

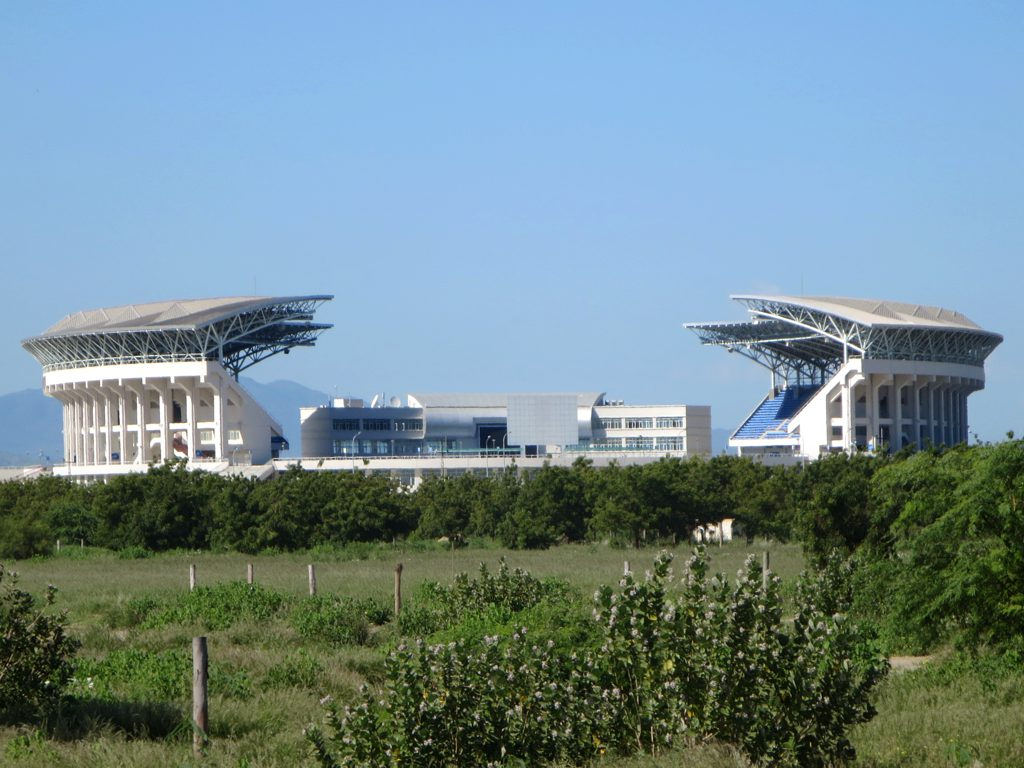
O Estádio Nacional de Ombaka, em 2015.

Alguns dos principais locais de lazer da cidade são o Cine-Teatro Monumental, a catedral de Nossa Senhora de Fátima, a Igreja da Nossa Senhora do Pópulo, o Museu Nacional de Arqueologia, o Jardim da Administração Municipal e o Largo da Feira, além dos vários quilómetros de praias litorâneas. O portentoso Edifício do Cabo Submarino acabou sucumbindo num incêndio.

### Desportos
Em dezembro de 2009 foi inaugurado o Estádio Nacional de Ombaka, com lotação de 35 000 lugares, onde foram disputados alguns jogos do Campeonato Africano das Nações de 2010. Desde então é a casa do Estrela Clube Primeiro de Maio, clube fundado em 1981 que ganhou a Taça de Angola em 1982, 1983, 2007, e que se sagrou campeão nacional em 1983 e em 1985. Disputa o campeonato nacional angolano, o Girabola. Em 2012 outro clube de Benguela conseguiu subir ao Girabola, o Clube Nacional de Benguela. Fundado em 1920, ganhou a Taça de Angola em 1980, e está sediado no estádio Atlético São Filipe, de 5 000 lugares. Outras equipas futebolísticas benguelenses são o Sporting Clube de Benguela e os Gaiatos de Benguela.
Em 1972 foi inaugurado o Autódromo de Benguela, que abrigou várias provas da Temporada Internacional de Angola em 1973 e 1974, entre outros. Com muito raro uso a partir de 1976, o circuito caiu em decadência desde os anos 2000.
O chamado toque "Benguela" é o mais lento da capoeira regional.

## Infraestrutura

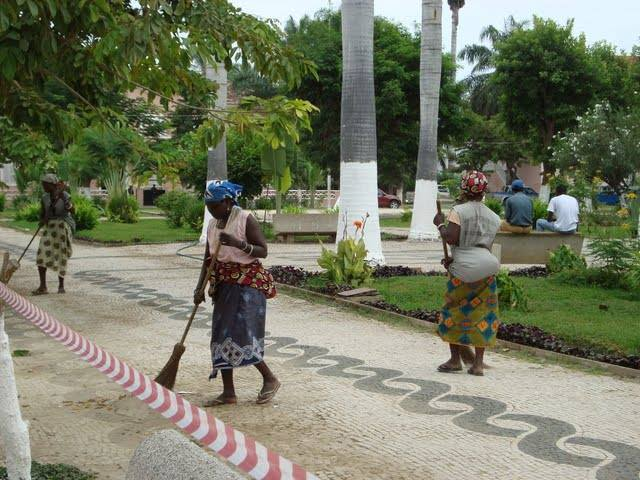
Varredores de rua trabalhando em uma praça de Benguela, em 2014.

### Abastecimento de água
O abastecimento de água potável na cidade é assegurado pela Empresa de Águas e Saneamento de Benguela (EASB), que sustenta o sistema por captações subterrâneas e de rios e, principalmente, da Barragem de Catumbela (ou Barragem da Bamba do Bissonde), sendo a água bombeada por eletrobombas para os reservatórios. O abastecimento da cidade sofre racionamentos constantes, devido ao regime intermitente de chuvas, seguido de secas prolongadas na região.

### Comunicações
Do ponto de vista de comunicação, os serviços disponíveis são os telefónicos — telefonia fixa e móvel — ofertados pelas operadoras Angola Telecom, Movicel e Unitel; serviços de rádio com frequência da Rádio Benguela (retransmissora da Rádio Nacional de Angola), da Rádio Ecclesia e da Rádio Mais; televisivo, com repetidores da Televisão Pública de Angola e da TV Zimbo; Correios de Angola, com serviços de correio e telégrafo, e; serviço de internet disponível pelas operadoras ZAP e Multitel. Nas mídias impressas, ainda há o tradicional Jornal de Angola e o jornal regional O Litoral.

### Educação
Na cidade está a sede da Universidade Katyavala Bwila, do Instituto Superior de Ciências da Educação de Benguela e também do Instituto Superior Politécnico Jean Piaget de Benguela.

### Energia eléctrica
O fornecimento de energia eléctrica na cidade é garantido pela Central Termelétrica de Benguela, pela Central Hidroelétrica de Lomaum e pela Central Hidroelétrica do Biópio; a eletricidade é distribuída a nível residencial e comercial pela Empresa Nacional de Distribuição de Electricidade (ENDE).

### Saúde
No âmbito da saúde, a cidade dispõe do centro de referência Hospital Geral de Benguela, além de diversas clínicas e centros de saúde.

### Segurança
O sistema de segurança pública de Benguela é garantido por batalhões da Polícia Provincial de Benguela e da Polícia Militar das Forças Armadas Angolanas, por um destacamento permanente da Polícia Nacional e por um quartel do Serviço de Protecção Civil e Bombeiros.

### Transportes
Benguela é conectada ao território nacional por muitos meios de transporte, sendo o mais tradicional por meio rodoviário. Os troncos rodoviários mais importantes são a EN-100, que a liga a Luanda e a Moçâmedes, e; a EN-105, que a liga ao Lubango e ao Huambo.
Desde 1899 a cidade dispõe da ferrovia Caminho de Ferro de Benguela que a liga à norte à Lobito e ao extremo leste do país, para a localidade de Luau, e a Tenque, na República Democrática do Congo.
A cidade também possui um aeródromo, o Aeroporto 17 de Setembro, além de ser servida pelo Aeroporto Internacional da Catumbela.